# Mercy Njoroge
Mercy Njoroge (ur. 10 czerwca 1986) – kenijska lekkoatletka specjalizująca się w biegach długich.
Kenijka specjalizuje się w biegu na 3000 m z przeszkodami. Uplasowała się tuż za podium zajmując czwarte miejsce na mistrzostwach świata juniorów (2004). W 2008 była piąta, a w 2010 czwarta w dwóch kolejnych edycjach mistrzostw Afryki. Duży sukces odniosła w październiku 2010 roku zdobywając srebrny medal na igrzyskach Wspólnoty Narodów. Zajęła 10. miejsce w finale 3000 metrów z przeszkodami podczas igrzysk olimpijskich w Londynie. W swojej karierze reprezentowała Kenię w biegach przełajowych.
Rekordy życiowe: bieg na 3000 metrów z przeszkodami – 9:16,94 (6 maja 2011, Doha); bieg na 3000 metrów (hala) – 8:39,70 (19 lutego 2011, Birmingham).

## Osiągnięcia
| Rok  | Impreza                               | Miejsce        | Konkurencja                   | Lokata      | Wynik    |
| ---- | ------------------------------------- | -------------- | ----------------------------- | ----------- | -------- |
| 2004 | Mistrzostwa świata juniorów           | Grosseto       | bieg na 3000 m z przeszkodami | 4. miejsce  | 9:52,25  |
| 2005 | Mistrzostwa świata w biegu na przełaj | Saint-Étienne  | bieg przełajowy na 6 km       | 4. miejsce  | 20:46    |
| 2005 | Mistrzostwa Afryki juniorów           | Radis          | bieg na 3000 m z przeszkodami | 1. miejsce  | 9:50,63  |
| 2006 | Mistrzostwa świata w biegu na przełaj | Fukuoka        | bieg przełajowy na 8 km       | 12. miejsce | 26:26    |
| 2007 | Igrzyska afrykańskie                  | Algier         | bieg na 3000 m z przeszkodami | 5. miejsce  | 10:07,48 |
| 2008 | Mistrzostwa Afryki                    | Addis Abeba    | bieg na 3000 m z przeszkodami | 5. miejsce  | 10:38,28 |
| 2010 | Mistrzostwa Afryki                    | Nairobi        | bieg na 3000 m z przeszkodami | 4. miejsce  | 9:38,79  |
| 2010 | Igrzyska Wspólnoty Narodów            | Nowe Delhi     | bieg na 3000 m z przeszkodami | 2. miejsce  | 9:41,54  |
| 2011 | Światowe igrzyska wojska              | Rio de Janeiro | bieg na 3000 m z przeszkodami | 1. miejsce  | 9:36,92  |
| 2012 | Igrzyska olimpijskie                  | Londyn         | bieg na 3000 m z przeszkodami | 10. miejsce | 9:26,73  |